# Hajdúdorogi főegyházmegye
A Hajdúdorogi főegyházmegye (latinul: Archidioecesis Haidudoroghensis) a Miskolci egyházmegyével és a Nyíregyházi egyházmegyével együtt alkotja Magyarország Görögkatolikus Sajátjogú Egyházát, a Magyarországi Sajátjogú Metropolitai Egyházat (rövidített nevén: Görögkatolikus Metropólia), melyet Ferenc pápa 2015. március 19-én az In hac suprema kezdetű bullával hozott létre. A Hajdúdorogi Egyházmegyét 1912. május 6-án alapította Ferenc József király, és ugyanazon év június 8-án kanonizálta X. Piusz pápa Christifideles Graeci kezdetű bullájával. Ezzel a Hajdúdorogi püspökség vált az első önálló, kimondottan magyar többségű görögkatolikus egyházmegyévé.
A püspökséget Ferenc pápa 2015. március 19-én a De spiritali itinere kezdetű bullával Debrecen székhellyel metropólia, azaz főegyházmegye rangjára emelte, amelyhez szuffragáneus egyházmegyeként az apostoli exarchátusból egyházmegyévé emelt Miskolci egyházmegye, valamint az újonnan alapított Nyíregyházi egyházmegye lett beosztva. A hajdúdorogi egyházmegye ezzel kezdve kivált az Esztergom-Budapesti főegyházmegye joghatósága alól.
Az egyházmegye első püspökét, Miklósy Istvánt 1913-ban szentelték fel. Jelenlegi vezetője Kocsis Fülöp. Székesegyháza a hajdúdorogi székesegyház.

## Terület

### Szomszédos egyházmegyék
- Kőrösi egyházmegye (délnyugat)
- Pozsonyi görögkatolikus egyházmegye (nyugat)
- Miskolci egyházmegye (északnyugat)
- Nyíregyházi egyházmegye (északkelet)
- Nagyváradi görögkatolikus egyházmegye (délkelet)
- Lugosi görögkatolikus egyházmegye (dél)
- Bácskeresztúri Szent Miklós-egyházmegye (dél)

## Történelem
Annak ellenére, hogy a hajdúdorogi az ország legfiatalabb egyházmegyéi közé tartozik, meglehetősen hosszú és szövevényes történeti háttérrel rendelkezik. Ennek legfőbb oka a görögkatolikus, azaz bizánci rítus egyedi fejlődésében, és a nacionalizmus 19. századi magyarországi megerősödésében keresendő.
A történelmi Magyarországon a 17. században kezdtek kialakulni a bizánci rítusú katolikus egyházak a római Szentszék és a közismerten vallásos Habsburg uralkodók kezdeményezésére. Ezek mindegyike egy úgynevezett unióval jött létre, amelyben a korábban ortodox püspökök vagy papok elismerték a római pápa elsőbbségét, vagyis újraegyesültek Rómával. A katolicizmus kiterjesztésével a Habsburgok igyekeztek éket ütni a határvidékeken élő ortodox népesség és azok anyaországa közé, ezzel egységesebb császárságot hozva létre. Ugyanakkor ez a pápa számára is növekvő hatalmat és befolyást jelentett. Emiatt a bizánci rítusú katolikus hitre való áttérést mind Róma, mind Bécs igyekezett vonzóvá tenni. Így a rítus szinte teljesen érintetlenül megmaradhatott, megőrizve olyan keleti elemeket, mint a papi nősülés vagy a nemzeti nyelven való misézés.
A Magyar Királyság területén az első unióra 1611-ben került sor Márcsán, amellyel a délvidéki ortodoxok egyesültek Rómával. Ezt követte az ungvári unió 1646-ban, majd 1697-ben az erdélyi románság uniója. A Vatikán minden esetben a használatban lévő liturgikus nyelvet fogadta el, vagyis Márcsán és Ungvárott az egyházi szlávot, míg Erdélyben a román nyelvet. Az új egyházak hívei azonban anyanyelvükre nézve valószínűleg már az unió idejében sem voltak egységesek. A megalakuló görögkatolikus egyházmegyékben keveredtek a szláv, román és magyar nyelvű hívek, viszont misézni csak ószláv és román nyelven lehetett. A magyar nyelvű görögkatolikusok a 18. század végétől kezdve egyre többször hallatták hangjukat a magyar liturgia elismerésének érdekében. Ennek több oka is volt, amelyek közül kiemelkedik a magyar nemzeti öntudat erősödése. A magyar görögkatolikusok egyre kevésbé akarták elfogadni, hogy román és szláv ajkú hittestvéreikkel szemben ők nem imádhatták Istenüket saját anyanyelvükön. A keleti egyház hagyományai, ellenben a nyugati katolicizmussal, ugyanis föderalisztikus egyházszervezetre épülnek. Ennek alapköve az, hogy a hívek saját nyelvükön vehessenek részt a misében. A bizánci rítusú liturgia ráadásul az euripidészi dráma alapján a nép és a pap párbeszédére épül, ami miatt az értve misézés különösen fontos. A nemzeti ébredés mellett fontos szerepet játszott a magyar nyelvű ortodoxia térhódítása is. A görögkatolicizmust ugyanis egyre nehezebb volt védeni a keleti keresztény egyházzal szemben, ahol a magyar misézés adott volt. Ez sok magyar nyelvű görögkatolikusnak vonzó alternatívát jelentett.

### A kezdetektől az országos mozgalomig
A Hajdúdorogi egyházmegye felállítását megelőző korszakot Sztripszky Hiador néprajzkutató és irodalomtörténész három fő szakaszra bontja. Az első rész az Árpád-kor bizánci keresztelkedéseitől egészen 1868-ig, a hajdúdorogi mozgalom kiteljesedéséig tart. Ezt a korszakot Sztripszky a fenntartás idejének nevezi, ugyanis feltételezése szerint ekkor a magyar nyelvű bizánci rítus megőrzése volt a legfontosabb vívmány. Ezt követi az 1868-98-as időszak, amely a hajdúdorogi központú Állandó Végrehajtó Bizottság működéséhez köthető. Az utolsó szakaszt 1898-1912 között a Görög Szertartású Katolikus Magyarok Országos Bizottságának megalakulása és tevékenysége jelöli.

#### A fenntartás ideje
A 19. században a görögkatolikus magyarok számára fontos volt nemzeti gyökerük bizonyítása. Emiatt önazonosságuk megfogalmazásakor önmagukat az Árpád-kori bizánci keresztény magyarok leszármazottaiként határozták meg. A korai magyar kereszténység idejében már az is kérdéses, hogy vajon a magyar nyelv egyáltalán lehetett-e a szertartások nyelve. Arra pedig végképp nincsen bizonyíték, hogy amennyiben valóban létezett egy liturgikus magyar nyelv, akkor az fennmaradhatott-e a 17. századig, vagyis lehet-e folytonosság a korai bizánci rítus nyelve és a magyar görögkatolikusok liturgikus nyelve között.
Mindenesetre az ismert, hogy Bulcsú és Gyula, majd később Ajtony is Konstantinápolyban keresztelkedtek meg. Térítőket és szerzeteseket hoztak magukkal, akik több kolostort alapítottak, innen térítették a pogány magyarokat. A görög szerzetesek mellett elképzelhető, hogy magyarok is szolgáltak, akik saját nyelvükre fordíthattak több szent szöveget is. Ez azonban még 1054 előtt, a nagy egyházszakadás előtt történt, vagyis különböző rítusokról ekkor még nincs értelme beszélni. Imre királyunk 1204-ben egy önálló, de Róma elsőbbségét elfogadó görög püspökség felállítását kérte III. Ince pápától. Ez azonban Konstantinápoly 1204-es ostromával teljesen ellehetetlenült. Az ostrommal a latin egyház kíméletlen támadást indított a keleti kereszténység ellen. Róma harca a „keleti eretnekség” ellen véget vetett a magyarországi bizánci szerzetesrendeknek is. 1221-re alig pár keleti kolostor maradt fenn Magyarország területén. Közben a megerősödő Bulgária vette át Bizánc vezető vallási szerepét a keleti kereszténységben. A megmaradt magyar kolostorokat is a bolgár Tarnovóból irányították. Ekkor terjedhetett el a magyar kolostorokban is az egyházi szláv nyelv. A magyar uralkodók a katolikus hitet tették államvallássá, és idővel a bizánci szertartású magyarok teljesen elveszítették egyházszervezetüket. A török időkben a betelepülő szerbek, románok és rutének hozták magukkal saját szervezetüket és püspökeiket, amelyet a magyar uralkodók is elfogadtak a telepítés sikere érdekében. A magyar híveknek tehát nem volt más választásuk, mint ezekhez az új, idegen egyházakhoz csatlakozni.
Az Árpád-kor térítéseit követően évszázadokon keresztül nincs nyoma magyar nyelvű keleti keresztényeknek a történelmi forrásokban. A 17. században a görögkatolikus vallás szempontjából több meghatározó esemény is történt. Többek között Hajdúdorog is ekkor vált a magyar nyelvű bizánci kereszténység egyik meghatározó központjává. A török korban Dorog néven ismert községet a 16. században egymástól független összeírások is nagy többségben magyarnak írták le. Noha a település lakóinak származása, és főként azok keleti keresztény vallása mind a mai napig sok kérdést vet fel, több jel is arra utal, hogy Hajdúdorognak még Bocskai 1605-ös, illetve Thurzó 1616-os hajdútelepítése után is túlnyomóan magyar lakói voltak. A hajdúk letelepítésével Dorog is szabad hajdúvárossá vált, vagyis a település saját kegyuraként önálló döntéseivel kormányozhatta magát. Többek között a vallás és a templomépítés területén is szabadon dönthetett. A hajdú kiváltságok ráadásul minden lakóra kiterjedtek, amely adómentességet garantált szinte minden társadalmi rétegnek. Ennek köszönhetően Hajdúdorog lélekszáma meredeken emelkedni kezdett. Az újdonsült hajdúváros a keleti kereszténységet támogatta, és pár éven belül az ország legnépesebb bizánci rítust követő településévé vált. A város megnövekedett súlyát jól jelzi, hogy 1638. április 12-én Taraszovics Bazil, a magyarországi ortodoxok görög szertartású püspöke, az ungvári unió kezdeményezője, a királytelki zsinaton Hajdúdorog parókusát, Marinics Jánost nevezte ki a tiszántúli kerület főesperesének. Ez a rang akkoriban a püspöki helynök hatalmának felelt meg. Marinics Hajdúdorogról irányította Bereg, Ung, Szabolcs, Ugocsa, Szatmár, Máramaros, Zemplén és Sáros vármegyék bizánci rítusú ortodox híveit. Hatalmát az is jól tükrözi, hogy csak vele volt hajlandó tárgyalni a munkácsi vár kapitánya Taraszovics püspök szabadon engedéséről. Egyébként 1641-ben a kunok is kérték a püspök szabadon engedését. A kunok ekkorra már elmagyarosodtak, tehát ebben a korban bizonyosan több magyar ajkú keleti keresztény is élt az országban.

#### Az ungvári unió kora
Felvetődik a kérdés, hogy az 1646-os ungvári unió idején vajon Marinics János miért nem foglaltatta bele az unió szövegébe, hogy magyar nyelven is lehessen misézni. Hajdúdorogi parókusként kiválóan ismerte a bizánci rítust követő magyarokat, tiszántúli főesperesként pedig valószínűleg elegendő befolyással is rendelkezett hozzá. A magyar nyelvű liturgia kérdése feltehetőleg a 17. század derekán fel sem vetődött az uniót aláíró papság körében. Egész egyszerűen azért nem, mert a nemzetiség, a nacionalizmus eszméje még nem alakult ki, vagyis a magyar nyelv nem váltott ki hazafiasabb érzelmeket, mint a már jól megszokott ószláv nyelv. Ráadásul a bizánci rítus sértetlen átvétele, az ortodoxok támadásai, az unió elterjesztése sokkal nehezebb feladat volt. A liturgikus nyelv ezek mellett nem volt fontos tényező. A hívek számára is megszokott volt, hogy a templom nyelvét nem értették. Akkoriban a római katolikus misék is latin nyelven szólaltak meg, így senkinek nem volt meglepő, hogy a papok idegen nyelvet használtak. Az uniót követően a hivatalos levelezésekben ismét nincs nyoma magyar ajkú görögkatolikusoknak. A szövegek rendre rác, rutén és román hívekről tudósítanak, bár ezek a nemzetiségnevek gyakran vonatkoztak foglalkozásra vagy magára a vallásra, hiszen a magyarok akkoriban inkább római katolikusok, és egyre nagyobb számban protestánsok voltak.
A magyar nyelvű szertartások gondolata a 17.–18. század fordulóján merült fel először. Ebben Hajdúdorognak újra vezető szerep jutott. A döntően protestáns Hajdú kerületben szinte mindenhol magyarul miséztek, a reformáció erdélyi terjesztése érdekében pedig az erdélyi fejedelmek 1643-tól kezdve a román ortodoxok számára is előírták a nemzeti nyelvű liturgiát. 1697-ben a gyulafehérvári unióval így már egy román nyelvű görögkatolikus közösség jöhetett létre. Az ortodox egyház szintén a magyar nyelvű misézéshez nyúlt, hogy azzal aláássa az uniót, és visszaszerezzék híveiket. Keleti papok azt terjesztették, hogy a bizánci szertartásban mindenkinek joga van saját nyelvén hallgatni a liturgiát. A híveket arra buzdították, hogy tagadják meg az uniót, és az ortodoxiában anyanyelvükön hallgathatják a misét. Emellett a gyér magyar nyelvű görögkatolikus elit, illetve néhány pap is úgy érezte, hogy a népnek fontos lenne érteni a misék szövegét, különben erkölcsileg és hitügyileg sem fognak fejlődni. Ezek együttes hatására néhány görögkatolikus pap, részben az ortodoxok támadására válaszképpen, részben a nagyobb hatalmú hívők támogatására, lefordított pár éneket illetve imát, amelyeket eleinte csak templomon kívül énekeltek. A fordításoknak nagy sikere lett, emiatt a papok is felbátorodtak. Hajdúdorog szabad városként jobban tudta támogatni a magyar fordítások elterjedését. Az 1748-as egyházlátogatási jegyzőkönyv megemlíti, hogy Dorognak két parókiája volt: egy rutén és egy román. Viszont ez az elnevezés becsapós volt, mert mindkét parókus magyarul beszélt, prédikált és az egyházi könyveket is magyarul vezették. A magyar nyelvű fordítások eleinte lassan terjedtek, idővel viszont beszivárogtak a szertartások szövegébe.
Az unió fenntartását azonban nemcsak az ortodox papság nehezítette meg, hanem a testvéri római katolikus egyház is. 1747. május 8-án Barkóczy Ferenc, egri püspök levélben tudatta a görögkatolikus püspökkel, hogy rangban felette áll, emiatt a papjai által szedett jövedelmek felett is ő rendelkezik. Később a római egyház gyakorlatával összhangban Barkóczy rituális püspökének nevezte ki az Ungvárott székelő püspököt, akinek hitbeli támogatást kellett nyújtania a görögkatolikusoknak, viszont semmilyen püspöki jogkörrel nem rendelkezhetett. A latin egyház befolyását természetesen a bizánci rítusú püspök elutasította, és panasszal fordult a királyi udvarhoz. A hívek, az ortodox propagandának is köszönhetően, ezt a folyamatot szertartásaik latinosításának érezték, emiatt sok helyen az unió is veszélybe került. Hajdúdorogon 1765. július 21-én titkos megbeszélést hívtak össze, ahol elhatározták, hogy elhagyják az uniót, és a karlócai metropolitát ismerik el vallási vezetőjüknek. A gyűlés közvetlen kiváltó oka az volt, hogy május 2-án megjelent egy királyi rendelet, miszerint össze kellett írni a Magyar Királyság nem egyesült, ortodox parókiáit. Ezt az ortodox egyház igyekezett úgy közvetíteni a görögkatolikus hívek felé, hogy elérkezett a választás ideje: vagy magyar nyelven megmaradnak korábbi vallásuk mellett, vagy elfogadják a római pápát, és akkor az egri püspök hatalmában ellatinosodnak. A dorogiak küldöttséget küldtek a karlócai metropolitához, sőt kijelentették, hogy hitüket fegyverrel is meg fogják védeni. A legnépesebb görögkatolikus parókia lázongása Mária Terézia udvarában is felmerült. A királynő utasítására egy bizottság érkezett a hajdú településre, hogy kivizsgálja, és elfojtsa a skizmatikus mozgalmat; illetve letörje az Árdánházy Demeter által vezetett fegyveres felkelést. A dorogi konfliktus rámutatott arra, hogy az unió fennmaradása a tét az egri és a munkácsi püspök vitájában. Emiatt Mária Terézia, a Szentszékkel egyeztetve, 1771-ben létrehozta az önálló Munkácsi egyházmegyét, ahova több magyar ajkú görögkatolikus egyházközség, köztük Hajdúdorog is be lett osztva.

#### A megalakuló Munkácsi Egyházmegye részeként
Az önálló püspökség megalapítása nagy előrelépést jelentett az unió megszilárdításában. De Camillis János József püspök idején, a 18. század elején, még arról lehetett értesülni, hogy a hajdúdorogi asszonyok a görögkatolikus vallás elfogadása mellett, azért mégis átmentek Tokajba, hogy az ottani ortodox papnál gyónjanak. Ez a Munkácsi Egyházmegye hivatalos felállítása után már fel sem merült. Ugyanakkor magyar nyelvű görögkatolikusokról még ekkoriban sincs írásos emlék. 1773-ban a királynő egy bizottságot állíttatott fel a bizánci rítusú szerkönyvek egységesítésére és kiadására. A bizottságban helyet foglalt a királyság akkor létező három görögkatolikus püspöke, a szvindici avagy márcsai, a fogarasi és a munkácsi püspök. Viszont az ő megbeszéléseiken sem merült fel magyar nyelvű kiadványok előkészítése. Pedig az első magyar fordítású egyházi énekek akkor már majdnem egy évszázada léteztek. Az első ismert magyar nyelvű énekfordítás 1693-ban készült, amelyet Izaiás, Debrecen parókusa készített, elsősorban azért, hogy a nyelvi különbségek miatt a magyar ajkú hívek ne hagyják el az uniót. A 18. század végére, a stabil görögkatolikus püspökség megalakulásával azonban más tényezők váltak a magyar nyelv oltárra emelésének mozgatórugóivá. Egyrészt érdemes megemlíteni a rituális irigységet, elsősorban a román nemzeti nyelvű misézés miatt; másrészt pedig a nemzeti ébredést, amelyet II. József abszolutisztikus uralkodása, és nyelvrendelete csak még jobban kiszélesített.

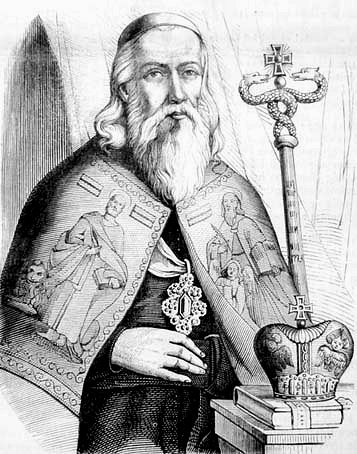
Bacsinszky András

Ehhez még hozzá kell tenni, hogy a katolikus egyház sem képviselt egységes álláspontot egy új liturgikus nyelv kialakításánál. Az oltári nyelv ügye a legnagyobb magyar görögkatolikus parókián, Hajdúdorogon kezdett kibontakozni. 1760-ban a nagyszombati szeminárium befejeztével segédlelkészként Hajdúdorogra került Bacsinszky András, aki 1763-ban Szabados György parókus munkácsi áthelyezésével átvette a dorogi parókia irányítását, sőt pár éven belül szabolcsi főesperes lett. Bacsinszky Dorogon, testközelből élte át az 1765-ös skizmatikus mozgalmat. Ez egyrészt elkötelezetté tette őt a független egyházmegye létrehozásáért, másrészt mély belátást nyerhetett a magyar nyelvű görögkatolikusok problémáiba. 1764-ben Bacsinszky fektette le a mai hajdúdorogi székesegyház alapkövét, elismerte a magyar liturgia szükségességét, és maga kezdett magyarra fordítani liturgikus szövegeket és énekeket. A kéziratban fennmaradt fordításokra nem kért felsőbb engedélyt, mert úgy vélte, hogy a bizánci rítusban mindenkinek joga van saját nyelvén hallgatni a szent liturgiát. Igaz, a fordításokat Bacsinszky még csak ritkán használta fel a szertartásokon. A dorogi parókus 1768-ban az első munkácsi káptalan tagja lett, majd ő vezette a Munkácsi Egyházmegye megalakulásáról szóló tárgyalásokat Bécsben. Végül Bacsinszky Andrást 1772. augusztus 5-én munkácsi püspöknek nevezték ki. Hajdúdorogon kitörő örömmel fogadták a püspöki beiktatás hírét, hiszen a püspöki trónon is a magyar liturgia támogatóját tudhatták. Bacsinszky nem is okozott csalódást. Engedélyezte, sőt bátorította a magyar fordításokat, a papok pedig a magyart is használhatták a szertartásokon. 1790. december 17-én Kopcsay János dorogi parókus magyarul prédikált, és néhány magyar imát és éneket is belefűzött II. Lipót koronázási ünnepi miséjébe. 1793-ban a hajdúdorogi születésű Krucsay Mihály gálszécsi parókus elkészítette Aranyszájú Szent János liturgiájának magyar fordítását, amelyet 1795-ben Kritsfalusy György, ungvári tanár is elkészített Bacsinszky András születésnapi ajándéka gyanánt. Ez utóbbi fordítás terjedt el jobban, és a magyar nyelvű bizánci liturgia alapjává vált.

#### A hajdúdorogi mozgalom kezdete
Bacsinszky után több Dorogon szolgáló parókus került püspöki székbe. 1793-ban például Tarkovics Gergely, későbbi eperjesi püspök irányította a dorogi parókiát, akit Pócsy Elek, későbbi munkácsi püspök követett 1798-ban. Önmagában ez is jól mutatja Hajdúdorog súlyát a magyar nyelvű bizánci liturgia ügyében. Az 1806-os egyházi összeírások adatai szerint Dorog 5200 fős hívőszámával messze a legnagyobb görögkatolikus egyházközség volt az országban. Összehasonlítás végett Ungváron, Kolozsvárott vagy Nagyváradon ennek a lélekszámnak a felét sem érték el. A város parókusai, később elöljárói is fontos szerepet játszottak a magyar szertartásnyelvért induló hajdúdorogi mozgalom kialakulásában. A mozgalom tehát nem igazán a nép mozgalma volt, inkább az értelmiségi körök kezdeményezték. Ezt támasztja alá az a korabeli leírás is, hogy sok egyszerű ember attól tartott, hogy a magyar nyelv nem is oltárra való, Isten azt meg sem érti. Az egyre jobban terjedő magyar nyelvű fordítások híre Esztergomba is eljutott. A prímás még Bacsinszky idejében megtiltotta a magyar nyelv liturgikus használatát, és közölte, hogy egy új nyelvet csak a pápa emelhet az oltárra. Ennek a tiltásnak a hátterében valószínűleg az is állhatott, hogy a Szentszék korábban csak olyan nyelveket ismert el liturgikus nyelvnek, amelyeknek hátországában többségében nem katolikus hívek éltek. Magyarországon azonban nem ez volt a helyzet, és Esztergom kifejezetten tartott attól, hogy a magyar nyelvű bizánci szertartások vonzóak lehetnek a latin misét hallgató római katolikus magyarok számára.
| „              | Megtörtént dolog az, hogy a magyarnak oroszul miséztek, oláhul énekeltek, s még, ha az éneklésznek kedve kerekedett, ráadásul az agiószt görögül is elorhangozta, s a szegény magyar jött ki a templomból azon meggyőződésben, hogy Istenével jól végezte dolgát, mert hiszen a pap és éneklész annyi idegen nyelven énekelt hozzá, miszerint lehetetlen, hogy vagy az egyiket vagy a másikat meg ne hallgassa, vallásos vigasztalását csak abban találván fel, hogy az egyházi szószékből legalább saját nyelvén szóltak hozzá. | ” |
| – Farkas Lajos | |   |

A fenti idézet Hajdúdorog főhadnagyától, Farkas Lajostól származik, és jól mutatja azt a nyelvi káoszt, ami a magyar nyelv szertartásokba való beszivárgásának idején állt fenn. Az is jól kivehető az idézetből, hogy a prímás tiltásának sem volt visszatartó ereje. Hajdúdorog tanácsa 1792 májusában még elrendelte, hogy az iskolában románul és ószlávul is oktassák a gyerekeket, hogy a misét jobban érthessék. Ugyanakkor Kopcsay parókus már 10 évvel korábban felvetette, hogy a város román és ószláv parókiáit egyesíteni kellene, mivel Hajdúdorogon nem beszélte ezeket a nyelveket senki, így egy idegen nyelvű parókia is elegendő lenne. A magyar egyházi nyelv mellett tehát úgy tűnik elsősorban a parókusok álltak ki. A város tanácsa eleinte szóban támogatta és elismerte a magyarosítás fontosságát, de hivatalosan igyekezett megfelelni a prímás és a munkácsi püspök előírásainak. A magyar nyelvű énekek és imák azonban egyre sokasodtak, és népszerűek is voltak. 1825-ben Kassán adták ki az első nyomtatott, magyar nyelven íródott bizánci imakönyvet Imádságos könyvetske címmel. 1833-ban pedig Nagyváradon jelent meg az első magyar görögkatolikus énekes könyv, Kerekes Döme szerkesztésében. Az 1840-es évekre több egyházközségben is teljesen magyarul miséztek felsőbb jóváhagyás, vagy egyházi szabályok átgondolása nélkül. Hajdúdorog vezetői 1821-ben végül a román parókia megszüntetése mellett döntöttek, ezzel egy időben a román nyelv oktatását is befejezték az iskolában.
A reformkor hazafias szellemiségében a magyar nyelvű liturgia ügye csak még tovább erősödött. Ennek megtörésére 1841-ben a hajdúdorogi parókia élére Lyachovics Jánost nevezték ki. Az orosz származású parókus a prédikáción kívül kíméletlenül száműzte a magyar nyelvet a templomból, és visszaállította az ószláv szertartást. Lyachovics azt is kijelentette, hogy szerinte Magyarországot a cári seregek hamarosan elfoglalják, emiatt nem árt, ha megtanulják az új urak nyelvét. Az orosz visszaállítását a dorogi hívek nem nézték jó szemmel, és igyekeztek eltávolítani az új parókust, viszont a püspök hajthatatlan volt. A magyar ajkú egyházközségek is hangot adtak aggodalmuknak, Zemplén vármegye pedig levélben kért magyarázatot az oroszosításra Hajdúdorog városától és a Hajdú Kerülettől. A város vezetése azt válaszolta, hogy a magyar liturgiáról nem mondanak le, viszont annak fenntartását és megerősödését nagyban gátolja a nyomtatott könyvek hiánya. A kerület ígéretet tett arra, hogy felszólal az országgyűlésen a magyar nyelvű szerkönyvek állami költségen való fordításának és nyomtatásának ügyében. 1843-ban valóban az országgyűlés elé került a fordítás kérdése, viszont a költségekre hivatkozva elvetették az ügyet. 1844-ben a magyar államnyelv lett, és 1845-ben Lyachovics a politika alakulása és a helyi nyomás miatt önként lemondott. Helyét Szabó György, hajdúdorogi születésű ungvári teológia tanár vette át. Az örömhírre Petrus Antal, dorogi pap elsőként teljes egészében magyar nyelvű liturgiát mutatott be, az egri püspök heves ellenzését váltva ki ezzel. Szabó a hajdúdorogi mozgalom egyik ikonikus alakjává vált. Vezetésével egyre gyakrabban miséztek kizárólag magyarul a hajdúdorogi templomban, még a segédlelkészek is. Főesperesi kinevezése után pedig a rábízott kerületben is igyekezett elterjeszteni a magyar liturgiát, meglehetősen nagy sikerrel. 1848-ban megáldotta a szabadságharcba induló katonák fegyvereit, és papi díszöltözetben elsőként esküdött fel a városban nemzetőrnek.

#### Bach-korszak
A szabadságharc reményekkel telve indult nemcsak a nemzet, hanem a magyar liturgia pártolói számára is. 1848. június 19-én Eötvös József, vallás és közoktatásügyi miniszter levelet írt Popovics Vazul, munkácsi püspöknek, miszerint a kormány vállalná a bizánci rítusú szerkönyvek fordításának és kinyomtatásának költségeit. A harcok, majd a szabadságharc bukása meghiúsította a terveket. Ráadásul a magyar csapatok Világosnál, az orosz sereg előtt tették le a fegyvert, ami többek között az ószláv liturgikus nyelvet használó görögkatolikusok ellen hangolta a közvéleményt. Sokan még mindig a román, ruszin illetve orosz nemzetiséggel azonosították a bizánci rítust, sőt Hajdúdorogot egyenesen azzal vádolták, hogy vallása miatt a cári seregek győzelmét kívánta. A Szentszék ráadásul erősítette is ezt a beidegződést, hiszen az eperjesi és munkácsi egyházmegyéket következetesen ruszin, a fogarasi és nagyváradi egyházmegyéket pedig román egyházként emlegette. A magyar társadalom nagy része átvette ezt a szokást, és lenézte illetve kiközösítette a görögkatolikusokat tekintet nélkül azok tényleges nemzetiségi hovatartozására. Bartakovics Béla, egri érsek ezt a közhangulatot használta fel ahhoz, hogy Hajdúdorogot megnyerje a római katolicizmus számára. 1859-ben az eredetileg Hajdúnánásra tervezett nagyobb, római katolikus templomot Hajdúdorogon építtette fel, annak ellenére, hogy akkor a városban mindössze egy család tartozott a felekezethez. A császári vallásra több tehetős dorogi nemes is áttért a közhangulat miatt, de a többség megmaradt a bizánci rítusnál, így az érsek terve nem igazán váltotta be a hozzá fűzött reményeket. A szabadságharc bukását követő Bach-korszak a trónhoz hűségesnek ítélt nemzetiségeket támogatta a magyar érdekekkel szemben. Ennek egyik fontos eleme volt a fogarasi egyházmegye érseki rangra emelése 1853-ban. A Habsburg uralkodók és a Szentszék nemzetiségi alapon hozta létre a főegyházmegyét, amelyet egyúttal kivettek az esztergomi prímás irányítása alól. Így a román görögkatolikus egyház függetlenül, a magyar klérust megkerülve érintkezhetett Rómával.
A magyarellenes politikai légkörben szóba sem kerülhetett a magyar liturgia ügye. Ennek ellenére 1862-ben, hosszú évek fordítómunkáját követően, Roskovics Ignác, hajdúböszörményi parókus kiadta az Óhitű imádságos és énekes könyvét. Ez volt az első széles körben elterjedt, jól használható, magyar nyelvű imakönyv, amely Popovics püspök tetszését is elnyerte. Roskovics munkája mellett Vályi János, későbbi eperjesi püspök, Csopey kanonok és Vaskovics, nyírtassi esperes is sokat fordítottak. A latin klérus a magyar liturgia terjedésével egyre többször hangoztatta, hogy a magyar nem liturgikus nyelv, ráadásul a szertartásokon is használt fordításokat sem hagyta jóvá a Szentszék.

#### Az első feliratok
Ebben az időben Hajdúdorog vezető tisztségét, a főhadnagyi pozíciót Farkas Lajos töltötte be, aki a magyar liturgia és a hajdúdorogi mozgalom meghatározó alakjává vált. Farkas a latin klérus ellenkezése, a román görögkatolikus metropólia felállítása és a munkácsi püspökök óvatos diplomáciája láttán arra a következtetésre jutott, hogy a magyar liturgia ügyét érdemben egy önálló, magyar érzületű püspökség megalapításával lehet elérni. Egy céltudatos püspök ugyanis eredményesen tudná képviselni a magyar ajkú görögkatolikusok érdekeit. A magyar egyházmegye ötletéről Farkas az 1860-as években cikket jelentetett meg Mészáros Károly ungvári lapjában, a Kárpáti Hírnökben. Hajdúdorog azonnal a főhadnagy ügye mellé állt, viszont sokan aggályosnak érezték egy egyházmegye nemzetiségi alapon való felállítását. Farkas Lajos 1863-ban gyűlést hívott össze Hajdúdorogon, ahol elhatározták, hogy feliratot készítenek Popovics Vazul püspökhöz. A feliratban a dorogiak arra kérték a püspököt, hogy engedje meg nekik, hogy teljesen magyarul végezzék a szertartásokat – egyes források szerint a püspökség kérdését is felvetették. A levélben azt is kifejtették, hogy korábban a magyar liturgia szentesítésére azért nem kerülhetett sor, mert nem volt elég magyar nyelvű fordítás, ami azóta jelentősen megváltozott.
Popovics püspök szívélyesen fogadta a hajdúdorogi küldöttséget Ungváron, és a magyar görögkatolikusok kérését jogosnak ítélte meg. A püspök kijelentette, hogy a magyar nyelvű misét engedélyezni fogja a liturgikus fordítások ellenőrzése és szentesítése után. Popovics pozitív nyilatkozatának két komoly következménye lett. Egyrészt a dorogiak lelkesedésükben ettől kezdve minden idegen nyelvű részt kihagytak a szent liturgiából. Másrészt a dorogi nagygyűlés, még ha csak egyetlen parókia is állt mögötte, felkeltette a prímás és a Szentszék figyelmét is. 1863. május 22-én Scitovszky János, esztergomi prímás felszólította Popovics püspököt, hogy az ószláv liturgiát tartassa be híveivel, amíg a magyar nyelvet Róma nem ismeri el, nem kanonizálja. A munkácsi püspök november 11-én körlevélben tolmácsolta a prímás kérését, és felszólította a magyar ajkú görögkatolikusokat, hogy a kanonizálásig ószlávul misézzenek. A magyar énekek és imák viszont már annyira elterjedtek, hogy ezt szinte lehetetlenség volt betartatni. A körlevél arra is utalt, hogy egy új liturgikus nyelv elismerése a tridenti zsinat határozata értelmében a Szentszék jogköre. Popovics 1864-ben meghalt, ezzel az addigi eredmények is elvesztek. Hajdúdorog joggal tartott egy új, szláv érzelmű püspöktől.
A munkácsi püspöki trón éveken át üresen maradt, így Hajdúdorog vezetése 1866. május 3-án úgy döntött, hogy a magyar nyelvű görögkatolikus liturgia ügyét felsőbb körök elé terjeszti. A hajdúváros feliratot küldött az uralkodónak, Simor János hercegprímásnak, a királyi főkancelláriának és a magyar országgyűlés elnökének. Ebben követeléseiket négy pontba szedték:
1. Kérték a magyar liturgikus nyelv szentesítését. A feliratokban leírják, hogy nem értik, hogy tősgyökeres magyarokként miért kell saját hazájukban idegen nyelven imádkozniuk, miközben például a román nemzetiségűek saját egyházszervezetben a saját anyanyelvüket használhatják. Hangsúlyozzák, hogy csak olyan jogokat szeretnének, ami a királyság többi népét is megilleti. A magyar nyelv bevezetésével pedig senkinek a nyelvhasználatát nem szeretnék korlátozni, csak azt akarják elérni, hogy aki magyar, az imádhassa Istenét anyanyelvén.
2. Kérték egy független, magyar püspökség felállítását. Farkas és a hajdúdorogiak is úgy vélték, hogy a magyar liturgiáért csak úgy lehet érdemben küzdeni, ha egy kellően magas pozíciójú egyházi méltóság áll az ügy mögé. Ezt csak egy önálló magyar nyelvű püspökség felállításában látták. A feliratokban azt is leírták, hogy amennyiben ez nem lehetséges a közeljövőben, akkor átmenetileg egy Hajdúdorog székhelyű vikáriátus, azaz helynökség felállítását is elfogadnák.
3. Kérték a naptáregyesítést. A görögkatolikus rítus az ortodoxoktól megörökölte a Julián naptár használatát az egyházi ünnepek számontartására. Ez sok gondot okozott, hiszen Magyarországon az egyházi ünnepeket, és ezáltal a munkaszüneti napokat is, a római katolikus egyház által is használt Gergely naptár határozta meg. A görögkatolikus hívek saját egyházuk ünnepeit tehát munka mellett tudták csak megtartani. Emiatt kérték, hogy saját rítusuk is vegye át a Gergely naptárt.
4. Engedély egy országos gyűlés tartására Hajdúdorogon. Ez a negyedik kérés utólag, kiegészítésképpen került bele a feliratokba. Farkasék rájöttek, hogy csak Hajdúdorog érdekeit képviselték, viszont ha több magyar nyelvű egyházközség fogna össze, akkor feltehetőleg jobban figyelembe vennék a kéréseiket állami és egyházi szinten is.[80]

A feliratokat országszerte szívélyesen fogadták, viszont érdemi válasz sehonnan sem érkezett. Szabolcs és Zemplén vármegyék képviselői is csak annyit tudtak elérni az országgyűlésen, hogy engedélyezték a magyar ajkú görögkatolikusok hajdúdorogi országos gyűlését.

### A hajdúdorogi mozgalom kiteljesedése

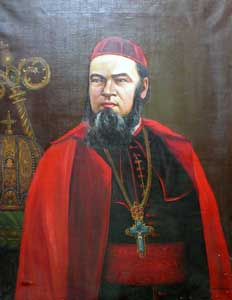
Pap-Szilágyi József, nagyváradi görögkatolikus püspök

Az országos gyűlés gondolata 1866 végén merült fel, aminek közvetlen kiváltó oka a makói magyar görögkatolikus egyházközséghez kötődik. Hajdúdorog jelentős önkormányzattal rendelkezett, emiatt nagy beleszólása volt saját parókusának választásába is. A magyar liturgikus nyelvet itt gond nélkül be tudták vezetni. Viszont több magyar ajkú településen ez nagyrészt a helyi lelkészeken múlott, és a püspökök is jóval nagyobb beleszólással rendelkeztek. Így történt ez Makón, ahol Pap-Szilágyi József, nagyváradi püspök a helyi román kisebbség jelentésére erélyesen megtiltotta a magyar nyelvű misézést, román nemzetiségű parókust és kántort küldött a városba, és az iskolában is kötelezővé tette a román nyelv oktatását. Hasonló intézkedéseket tett kötelezővé egész egyházmegyéjében. A makói eset felkavarta a hajdúdorogiakat, és a magyar sajtót is. Farkas Lajos egyre több támogató levelet kapott a Nyírségből, Szabolcsból, Borsodból, Zemplénből, és Makóról is, hogy a hajdúdorogi mozgalmat terjesszék ki a többi magyar ajkú településre is. Ráadásul Farkasék is belátták, hogy Hajdúdorog városa egyedül képtelen politikai döntést elérni a feliratokkal. Viszont egy országos támogatottságú megmozdulást már felsőbb körökben is komolyabban vesznek. A város vezetése Görög Pál segédlelkész és Szabó György parókus segítségével meggyőzte a dorogiakat, hogy vállalják egy országos gyűlés anyagi terheit és a vendégek elszállásolását. Ezek után engedélyt kértek a gyűlés megrendezésére, amelyet 1867 elején meg is kaptak a magyar országgyűléstől. Farkas ezt követően felállított egy bizottságot, amely levélben meghívót küldött minden egyházközségnek, ahol az összeírások szerint magyar ajkú görögkatolikusok éltek.

#### Országos kongresszus és az Állandó Végrehajtó Bizottság megalakulása
A magyar görögkatolikusok országos kongresszusát 1868. április 16-án nyitották meg. Az erdélyi egyházmegyékben, illetve Pap-Szilágyi váradi egyházmegyéjében is tiltott volt a papoknak a kongresszuson való részvétel. Ennek ellenére a csendes, vidéki kisvárosban már április 15-én is sosem látott nyüzsgés volt. A gyakran távolról érkező küldötteket a zsúfolásig megtelt kaszinóban, városházán és paplakban fogadták, majd innen irányították őket a szállást adó dorogi portákra. A kongresszus reggel nyolckor kezdődött a felújítás alatt álló templomban, ahol Szabó György parókus magyar nyelvű liturgiát mutatott be. A gyermekkórussal és a dorogi iparosokból álló énekkarral végzett mise sok küldöttnek az első magyar miséje volt. A liturgiát követően a gyűlést végül a városháza udvarán nyitotta meg Farkas Lajos. A köszöntés után a küldöttek megbízóleveleinek hitelesítése, illetve jegyzőkönyvbe vétele kezdődött meg. Ezek alapján összesen 33 egyházközség 220 tagja volt jelen személyesen a kongresszuson, köztük 20 lelkész is. Levélben további 19 egyházközség és 11 pap jelezte, hogy ugyan személyesen nem tud részt venni a gyűlésen, de a döntéseket fenntartás nélkül el fogja fogadni. Így ekkor már a hajdúdorogi mozgalom mögött összesen 52 egyházközség és 31 lelkész állt, ami megfelelt egy átlagos méretű egyházmegyének is. Emellett Szabolcs, Hajdú, Bihar, Zemplén, Bereg, Máramaros, Abaúj-Torna, Szatmár és Csanád vármegyék, valamint Debrecen, Kassa és Pest város is képviseltette magát a gyűlésen.
A megbeszélés levezető elnökéül Farkas Lajost, jegyzőjéül pedig a makói Szilvásy Istvánt, Csanád vármegye főjegyzőjét választották meg. A gyűlésen a küldöttek megállapították, hogy a román illetve egyre inkább a szláv görögkatolikus püspökségek is a nemzeti vonalat állítják a középpontba. Az idegen nyelvű liturgia pedig két okból kifolyólag sem elfogadható a magyar nyelvű görögkatolikusoknak. Egyrészt a keleti hagyományok szerint mindenkit megillet az anyanyelvű misézés; másrészt tény, hogy az egyház erkölcsi tanításai erősebben gyökeret vernek ott, ahol értik a liturgia szövegét. Ez alapján a küldöttek három pontban foglalták össze követeléseiket:
1. A kiegyezés után a külhelynökség helyett erősebb támogatottsága volt egy önálló püspökség létrehozásának, amely hatékonyan tudja majd a magyar nyelvű görögkatolikusok érdekeit képviselni.
2. Az egyházi és liturgikus könyveket állami költségen le kell fordítani és hitelesíteni kell azokat.
3. A magyar liturgikus nyelv kieszközlése.

Az utolsó követeléshez a kongresszus hozzátette, hogy amennyiben erre valóban szükség volna, hiszen az általános vélekedés még mindig az volt, hogy az anyanyelvű misézés a keleti szertartásokban mindenkinek alapvető joga. A küldöttek úgy döntöttek, hogy a kitűzött célok elérésére, illetve a magyar görögkatolikusok tájékoztatására létrehoznak egy Állandó Végrehajtó Bizottságot, amelynek elnöke Farkas Lajos lett. A gyűlés elfogadta azt is, hogy a felállítandó püspökség székhelye Hajdúdorogra kerüljön, illetve hogy a jegyzőkönyvet a rendező város levéltárában őrizzék.
A sikeres gyűlés első napját egy nagyszabású vacsora zárta le, 400 főre terítettek a hajdúdorogi kaszinóban. Az estélyen Farkas Lajos mondott először köszöntőt őfelségére a királyra. A köszöntők sorát Boka Samu cigány prímás zenekara kísérte, aki Kossuth kedvenc prímásának, Boka Károlynak a fia volt. Ekkor ünnepelték Szárazberek két küldöttét is, akik gyalog tették meg a hosszú utat, és szegénységük ellenére is fontosnak tartották a részvételt. Az emelkedett nemzeties hangulatban április 17-én reggel nyolc órakor folytatódott a gyűlés. Felolvasták az előző nap jegyzőkönyvét, amelyet az időközben megérkező küldöttek is elfogadtak. Ezt követően a kongresszus határozatait a jelenlévők mind aláírták. Ezzel zárult a magyar görögkatolikusok első országos kongresszusa.

### Egyházmegyeként
Az egyházmegye megalakulásához az első nagy lökést az úgynevezett hajdúdorogi mozgalom adta, amely évtizedeken át próbálta elérni a magyar parlamentnél, az uralkodónál és a pápánál egy magyar nyelven miséző, független egyházmegye felállítását. A magyar anyanyelvű görögkatolikusok korábban ószláv vagy román nyelvű egyházi kormányzat alá tartoztak.
Az egyházmegye megalakulásának előfutára a Hajdúdorogi Külhelynökség volt, amelynek székhelyét a mozgalom központjában, Hajdúdorogon rendezték be. Az egyházmegyét I. Ferenc József magyar király – mint Magyarország Katolikus Egyházának főkegyura – 1912. május 6-án hozta létre, amelyet Szent X. Piusz pápa 1912. június 8-án hagyott jóvá, a „Christifideles Graeci” kezdetű bullájával. Az új egyházmegyét az Esztergomi érseki tartományba sorolták. Az egyházmegyét az Országgyűlés 1913. évi XXXV. sz. törvénycikkével iktatta törvénybe. A pápa döntése alapján az új egyházmegyéhez 162 paróchia tartozott: 70 munkácsi, 8 eperjesi, 44 nagyváradi, 35 gyulafehérvár-fogarasi, 4 szamosújvári és 1 esztergomi egyházmegyéhez tartozó közösség. Az alapító bulla az egyházmegyét Hajdúdorogról nevezte el, ahonnan az egyházmegye felállítását kérelmező mozgalom kiindult.
A király – mint főkegyúr – az egyházmegye első püspökének 1913. április 21-én Miklósy István zempléni főesperest, sátoraljaújhelyi paróchust jelölte, akinek kinevezését a pápa 1913. június 23-án elfogadta. A megalapított új egyházmegye székhelyét azonban többek között az infrastruktúra hiánya miatt először Debrecenbe helyezték, majd onnan a püspökség hivatala – az egyházmegye székhelye ellen elkövetett robbantásos merénylet után – 1914-ben Nyíregyházára költözött át. A Gergely-naptár bevezetésére a Keleti Egyházak sorában elsőként a Hajdúdorogi egyházmegyében került sor, 1916. június 24-én. 1918-ban jelent meg az új egyházmegye első Schematismusa, amely részletesen ismerteti a magyar görögkatolikusság történetét és tartalmazza a megszervezett egyházmegye adatait.
Az első világháború után a trianoni békekötés lényegesen érintette a Hajdúdorogi egyházmegye – az ország egyetlen megmaradt görögkatolikus egyházkormányzati egysége – területét is: 75 paróchia Romániához, 4 paróchia Csehszlovákiához került, a Munkácsi egyházmegye joghatósága alá. A magyar területen maradt nagyváradi egyházmegyei paróchiát: Bedőt, ill. a Lugosi egyházmegyéhez tartozó Battonyát a Szentszék a Hajdúdorogi egyházmegyéhez csatolta. A trianoni békekötés után jött létre a Miskolci apostoli exarchátus, a mai Miskolci egyházmegye.
Miklósy püspök 1937-es halála után Dudás Miklós vette át az egyházmegye vezetését, 1939. március 25-én. Püspökként Nyíregyházán új püspöki székházat épített, de azt a kommunista hatalomátvétel miatt már nem vehette birtokba. 1942-ben Hajdúdorogon líceumot és tanítóképzőt, 1950-ben Nyíregyházán papnevelő intézetet és hittudományi főiskolát (a mai Szent Atanáz Görögkatolikus Hittudományi Főiskolát) alapított a püspöki székház egy szárnyában. Az új intézmény átmenetileg menedéket adott az 1950-ben feloszlatott bazilita rend tagjainak is. A kommunista államhatalom a püspököt folyamatosan zaklatta, a görögkatolikus egyház betiltásával fenyegette és zsarolta. Bár a békepapi mozgalom megszervezésével az államhatalom a papság egy részét szembefordította főpásztorával, Dudás Miklós püspök sikeresen vette fel a harcot a katolikus egyházzal való egység megtörésére irányuló törekvésekkel. 1965-ben részt vehetett a második vatikáni zsinat (1962–1965) utolsó ülésszakán. 1965. november 19-én a Szent Péter Bazilikában a zsinati atyák jelenlétében teljesen magyar nyelvű görögkatolikus Szent Liturgiát mutatott be.
Mivel a trianoni határváltozások, majd a második világháború utáni iparosítás következményeként a belső vándorlás révén megnőtt a szórványban élő görögkatolikusok száma, 1968-ban Dudás püspök kérésére a Szentszék – először ideiglenesen – kiterjesztette a hajdúdorogi püspök joghatóságát Magyarország egész területére (a Miskolci apostoli exarchátus területének kivételével). Ez lehetővé tette a Hajdúdorogi Egyházmegye Szórványhelynökségének megszervezését 1969-től, ami a magyarországi görögkatolikusok lelkipásztori ellátása szempontjából döntő jelentőséggel bírt. Dudás püspök 1972-es halála után három évig a püspöki szék betöltetlen volt, majd VI. Pál pápa 1975-ben Timkó Imrét nevezte ki püspöknek, s ugyanekkor segédpüspöknek Keresztes Szilárdot. A Magyar Katolikus Püspöki Kar 1979 márciusában elfogadta és támogatta a hajdúdorogi megyés püspök kérését, hogy az Apostoli Szentszék véglegesítse a joghatóságnak az egész országra történő kiterjesztését, melyet II. János Pál pápa „Summis Pontificibus” kezdetű bullájával 1980. július 17-én tett meg; ezt a bullát 1980. szeptember 28-án Agostino Casaroli bíboros, pápai államtitkár adta át Esztergomban.
1977-ben a nyíregyházi püspöki székházat kibővítették a Szeminárium, az intézmények és hivatalok elhelyezésére. Timkó püspök 1988-as halála után segédpüspöke (egyben miskolci apostoli excarha) Keresztes Szilárd lett az egyházmegye püspöke, aki bővítette a szemináriumot, illetve a megnyíló lehetőségekkel élve iskolákat vett át, illetve alapított. 1991-ben II. János Pál pápa magyarországi látogatásakor elzarándokolt Máriapócsra is. Ekkor történt meg a Könnyező Istenszülő kegyhelyének felújítása is, amit 1998-ban a Máriapócsi Lelkigyakorlatos- és Zarándokház építése követett.
Keresztes püspök 2007-es lemondása után XVI. Benedek pápa Kocsis Fülöp szerzetest nevezte ki az egyházmegye élére, valamint az üresedésben levő Miskolci apostoli exarchátus apostoli kormányzójának. 2011-ben a Szentszék 29 borsod-abaúj-zemplén megyei parókiát a Hajdúdorogi egyházmegyétől a Miskolci apostoli exarchátushoz csatolt.

### Főegyházmegyeként
A püspökséget Ferenc pápa 2015. március 20-án „In hac suprema” kezdetű bullájával Debrecen székhellyel metropólia, azaz főegyházmegye rangjára emelte, amelyhez az apostoli exarchátusból egyházmegyévé emelt Miskolci egyházmegye, valamint az újonnan alapított Nyíregyházi egyházmegye lett beosztva. A hajdúdorogi egyházmegye ezzel kezdve kivált az Esztergom-Budapesti főegyházmegye joghatósága alól, és önálló, azaz sui iuris egyházként közvetlenül a pápa irányítása alá tartozik. A Metropólia létrehozását Erdő Péter a római katolikusok nevében igazi örömnek nevezte.
A magyarországi, bizánci rítusú Hajdúdorogi Metropolitai Egyház alapítása

FERENC PÜSPÖK, Isten szolgáinak szolgája
a dolog örök emlékezetéül.
Lelki előrehaladását és kormányzását a Magyarországon élő bizánci rítusú krisztushívőknek Mi, akik Péter utódjának igen súlyos feladatát gyakoroljuk, magunk is szívünkön viseljük, s ezért egy nekik jobban megfelelő egyházszervezetet kívánunk létrehozni. Meghallgatván tehát tiszteletreméltó testvérünket, a Keleti Egyházak Kongregációjának bíboros prefektusát és a többi érdekeltet, legfőbb apostoli hatalmunknál fogva a Hajdúdorogi Eparchiát metropolitai egyház rangjára emeljük, amelynek neve Hajdúdorogi bizánci rítusú (Metropolitai Egyház) lesz, Debrecen városában létesítendő székhellyel, saját jogokkal és kötelezettségekkel. Szuffragáneus egyházmegyéi mostantól az ezen a mai napon létrehozott Nyíregyházi és Miskolci Eparchiák lesznek. Mindezt s a továbbiakat a Keleti Egyházak Kánonjainak Törvénykönyve szabályai szerint folytassák le. Ezenkívül a feladat elvégzéséről készüljenek el a szokásos okiratok és küldjék meg azokat az említett Kongregációhoz. Amit pedig ezzel az apostoli rendelkezéssel előírni kívántunk, annak megtartását örökre megparancsoljuk; minden ellenkező rendelkezés hatályát veszti. Ugyanakkor pedig úgy véljük, hogy e döntésünk az elkövetkező években számos üdvös gyümölcsöt fog majd hozni a mindennapi apostoli munkában és ennek az egész nyájnak a felvirágzásában.

Kelt Rómában, Szent Péternél, március hó tizenkilencedik napján, Szent Józsefnek, a Boldogságos Szűz Mária jegyesének főünnepén, az Úr kétezer-tizenötödik esztendejében, pápaságunk harmadik évében.

## Szervezet
A főegyházmegye székhelye 2015 óta Debrecen. A város önkormányzata április 30-án döntött arról, hogy a Petőfi tér 8. és 9. szám alatti, évek óta üresen álló és felújításra szoruló épületeket határozatlan időre a főegyházmegye használatába adja. A szükséges felújítás után ide költözhetnek a metropólia irodái, valamint az újonnan létrehozandó görögkatolikus felsőoktatási kollégium. Az ingatlanok felújításához és a metropólia szervezetének kiépítéséhez a kormány 2,3 milliárd forint támogatást nyújt.

### Az egyházmegyében szolgálatot teljesítő püspökök
| Fénykép | Név, beosztás                        | Születési helye, ideje             | Kinevezés dátuma |
| ------- | ------------------------------------ | ---------------------------------- | --- |
|         | Kocsis Fülöp hajdúdorogi metropolita | Szeged, 1963. január 13. (62 éves) | hajdúdorogi püspöknek és miskolci apostoli adminisztrátornak kinevezve: 2008. május 2. miskolci apostoli adminisztrátorságról lemond: 2011. május 5. Hajdúdorogi metropolita: 2015. március 20. |

### Területi beosztás
1. Budai Esperesi Kerület
  1. Budaörs
  2. Budapest-Buda
  3. Csepel
  4. Érd
  5. Győr
  6. Pomáz
  7. Szigetszentmiklós
2. Debreceni Esperesi Kerület
  1. Debrecen
  2. Debrecen-Csapókert
  3. Debrecen-Józsa
  4. Debrecen-Tócóskert
  5. Hajdúsámson (szervezőlelkészség)
  6. Hajdúszoboszló
3. Hajdúdorogi Esperesi Kerület
  1. Hajdúböszörmény
  2. Hajdúdorog
  3. Hajdúnánás (szervezőlelkészség)
  4. Téglás
4. Nyíradonyi Esperesi Kerület
  1. Álmos
  2. Bedő
  3. Fülöp
  4. Létavértes-Nagyléta
  5. Létavértes-Vértes
  6. Nyírábrány
  7. Nyíracsád
  8. Nyíradony
  9. Nyírmártonfa
  10. Pocsaj
5. Pécsi Esperesi Kerület
  1. Dunaújváros
  2. Pécs
  3. Veszprém
6. Pesti Esperesi Kerület
  1. Budapest
  2. Budapest-Kispest
  3. Budapest-Pesterzsébet
  4. Budapest-Rákosmente
  5. Budapest-Újpest
  6. Gödöllő
  7. Dunakeszi
  8. Vác
7. Szegedi Esperesi Kerület
  1. Kecskemét
  2. Makó
  3. Szeged
  4. Szolnok[98]

## Tevékenységek

### Intézmények

#### Oktatási intézmények
1. Egyetemi lelkészségek (Budapest, Miskolc, Debrecen, Pécs)
2. Középiskolai lelkészségek (Debrecen, Hajdúdorog)
3. Dienes László Görögkatolikus Gimnázium és Egészségügyi Szakgimnázium, Debrecen
4. Romzsa Tódor Szakkollégium, Szeged
5. Szent Bazil Görögkatolikus Óvoda, Általános Iskola, Gimnázium, Szakgimnázium és Kollégium, Hajdúdorog
6. Szent Efrém Görögkatolikus Óvoda, Debrecen
7. Szent Piroska Görögkatolikus Általános Iskola
8. Szent Tamás Görögkatolikus Óvoda és Általános Iskola
9. Szinaxis Görögkatolikus Diákotthon
10. Szolnoki Görögkatolikus Óvoda

#### Szociális Intézmények
1. Debreceni és Nyírségi Görögkatolikus Gyermekvédelmi Központ
2. Hajdúsági Görögkatolikus Gyermekvédelmi Központ
3. II. János Pál Idősek Otthona
4. Legott Görögkatolikus Speciális Kutató-, és Mentőcsoport
5. Sója Miklós Szociális Intézmény és Családok Átmeneti Otthona
6. Szent Anna Idősek Otthona
7. Szent Damján Házi Segítségnyújtó Szolgálat
8. Szent Erzsébet Házi Segítségnyújtó Szolgálat
9. Szent Lukács Görögkatolikus Gyermekvédelmi Központ
10. Szent Lukács Görögkatolikus Integrált Szolgáltató Központ
11. Szent Miklós Házi Segítségnyújtó Szolgálat
12. Szívvel-Lélekkel Szolgálat

#### Egyéb intézmények
1. Panágia Központ
2. Görögkatolikus Püspöki Levéltár